# Préfecture de Nioumachioi
La préfecture de Nioumachoi est une préfecture des Comores, sur l'île de Mohéli. Elle se compose de deux communes : Moimbao et M'Lédjélé.